# Ryan Cox (cantante)
Ryan Cox Renna Peraza (Caracas, 27 de abril de 2006), más conocido en el ámbito artístico como Ryan Cox, es un cantante y compositor latino que durante su carrera ha explorado diferentes géneros musicales como el urbano, el ska, el pop y el rock. En su infancia integró la orquesta Salserín y a comienzos de la década de 2020 inició una carrera en solitario.

## Biografía

### Inicios y Salserín
Ryan Cox nació en Caracas, Venezuela el 27 de abril de 2006. A los dos años integró la popular orquesta Salserín, con la que visitó diferentes países. Empezó a estudiar música desde los once años, tomando lecciones de canto, piano y teoría musical. Durante su adolescencia participó en series de televisión juveniles y en campañas publicitarias para marcas como Kid Cool, Convers y Chip-a-Cookie, entre otras. En el año 2010 se presentó por última vez con Salserín en una serie de shows de despedida por Latinoamérica.

### Carrera en solitario
Inició su carrera como solista a comienzos de la década de 2020. Publicó el sencillo «Dime tu nombre» en el año 2022, el cual tuvo repercusión en el Top General de Venezuela y alcanzó el Top 10 en países como Panamá y Ecuador. El mismo año colaboró con Don Fulano, reconocido por su paso por la agrupación tropical Fulanito, en la canción «Noche, no te vayas». El tema fue incluido en el disco El rey de la guaracha de Don Fulano, al igual que «No quiero saber de ti», escrito por Cox.
En 2023 estrenó la canción «Sinceramente», la cual se convirtió en la más sonada del año en su natal Venezuela de acuerdo con las estadísticas de Monitor Latino. Ese mismo año publicó «Me arriesgo a amar», con un videoclip grabado en Colombia.
En 2024 publicó su álbum debut, titulado A Popcorn, en el que acogió diferentes estilos musicales como el rock y el pop. El disco fue bien recibido en Venezuela, permaneciendo durante 23 semanas en el primer lugar del Top General y 33 semanas en el tope de la lista Pop Rock. El álbum está conformado por ocho canciones escritas por el propio artista y basadas en sus experiencias personales. La canción «ALT» fue escogida como el primer corte de difusión. El mismo año estrenó un nuevo sencillo titulado «Vinotinto por el mundo», en el que homenajeó a la Selección Venezolana de Fútbol en su camino al Mundial de 2026.

### Actualidad y otros proyectos
En abril de 2025 presentó Amén al rock: Coxsession I, una sesión en vivo en la que rindió tributo a la agrupación española Hombres G. Un mes después publicó el álbum en vivo Amén al rock, el cual cuenta con diez versiones grabadas en directo de artistas como Miguel Mateos, Charly García, Soda Stereo, Fito Páez, Caramelos de Cianuro y Zapato 3.
Paralelo a su carrera como músico, en 2023 inició una campaña de concientización sobre las redes sociales denominada Inspira Tics en colaboración con el Grupo Manos.

## Discografía

### Álbumes
| Año  | Título       | Notas   |
| ---- | ------------ | ------- |
| 2024 | A Popcorn    |         |
| 2025 | Amén al rock | En vivo |

### Sencillos
| Año  | Título                   | Notas                      |
| ---- | ------------------------ | -------------------------- |
| 2021 | «Ryan Cox»               | Sencillo de tres canciones |
| 2022 | «Noche, no te vayas»     | Con Don Fulano             |
| 2023 | «Sinceramente»           |                            |
| 2023 | «Me arriesgo a amar»     |                            |
| 2023 | «Dime tu nombre»         |                            |
| 2024 | «ALT»                    |                            |
| 2024 | «Vinotinto por el mundo» |                            |
| 2024 | «ALT (Dance Mix)»        | Con Ray Roc                |
| 2024 | «ALT (Acoustic)»         |                            |